# Micheline Ostermeyer
Micheline Ostermeyer (Rang-du-Fliers, 23 dicembre 1922 – Bois-Guillaume, 17 ottobre 2001) è stata una discobola, pesista, altista e ostacolista francese, medaglia d'oro alle Olimpiadi di Londra 1948 nel getto del peso e nel lancio del disco.

## Biografia
Buona suonatrice di pianoforte, praticò anche la pallacanestro prima di dedicarsi unicamente all'atletica leggera. A Londra 1948 aggiunse all'accoppiata d'oro disco-peso la medaglia di bronzo nel salto in alto. Questo grande exploit fu però messo in ombra dalle quattro medaglie d'oro di Fanny Blankers-Koen, personaggio femminile di quei Giochi.
Vinte due medaglie ai campionati europei di atletica leggera 1950 decise di ritirarsi.

## Palmarès
| Anno | Manifestazione | Sede      | Evento           | Risultato | Misura  | Note            |
| ---- | -------------- | --------- | ---------------- | --------- | ------- | --------------- |
| 1946 | Europei        | Oslo      | Getto del peso   | Argento   | 12,84 m |                 |
| 1948 | Olimpiadi      | Londra    | Getto del peso   | Oro       | 13,75 m | Record olimpico |
| 1948 | Olimpiadi      | Londra    | Lancio del disco | Oro       | 41,92 m |                 |
| 1948 | Olimpiadi      | Londra    | Salto in alto    | Bronzo    | 1,61 m  |                 |
| 1950 | Europei        | Bruxelles | Getto del peso   | Bronzo    | 13,37 m |                 |
| 1950 | Europei        | Bruxelles | 80 ostacoli      | Bronzo    | 11"7    |                 |